# نیک هولونیاک
نیک هولونیاک (انگلیسی: Nick Holonyak؛ زادهٔ ۳ نوامبر ۱۹۲۸) فیزیک‌دان، مهندس برق، مخترع و استاد دانشگاه آمریکایی است. وی همچنین برندهٔ جوایزی همچون مدال ملی فناوری و نوآوری، مدال ادیسون انجمن مهندسان برق و الکترونیک، مدال افتخار آی‌تریپل‌ئی، نشان ملی علوم، جایزه چارلز استارک دراپر، و جایزه موریس لیبمن انجمن مهندسان برق و الکترونیک آمریکا شده‌است. او هم‌اکنون استاد ممتاز بازنشسته دانشکده مهندسی برق در دانشگاه ایلینوی است.
او برای اختراع نوعی LED که به‌جای تولید نور مادون‌قرمز، نور قرمز مرئی تولید می‌کرد شناخته می‌شود. هولونیاک در ۹ اکتبر سال ۱۹۶۲، LED را معرفی کرد، او در آن زمان در آزمایشگاه تحقیقات شرکت جنرال الکتریک واقع در شهر سیراکیوس، نیویورک کار می‌کرد.

## اختراعات
هلونیاک ۴۱ اختراع ثبت شده درکارنامه خود دارد. یک از اختراعات معروف او لیزر نیمه‌هادی نور-قرمز است که به نام لیزر دیودی نیز شناخته می‌شود. (این نوع لیزر در CD و DVDپلیرها و تلفن‌های همراه) و سویچ‌های گسیل‌دهنده p-n-p-n (که در دیمرهای نوری و منابع تغذیه) استفاده می‌شوند.
در سال ۲۰۰۶، انستیتوی فیزیک آمریکا ۵مقاله مهم و برتر چاپ شده در مجلاتش را از زمان پیدایش مؤسسه یعنی طی ۷۵ سال گذشته، انتخاب کرد. دو مقاله از این ۵ مقاله منتخب توسط هولنیاک به عنوان نویسنده همراه در مجله Applied Physics Letters به چاپ رسیده بود. اولین مقاله، او بهمراه S.F.Bevacqua خبر ساخت اولین LED نور مرئی که در سال ۱۹۶۲ چاپ شد. و دومین مقاله چاپ شده به همراه میلتون فنگ به عنوان نویسنده مشترک که خبر خلق یک لیزر ترانزیستوری که می‌تواند به عنوان دماسنج اتاق کار کند را در سال ۲۰۰۵ داده بود. هولونیاک در فوریه سال ۱۹۶۳پیش‌بینی کرده بود که LEDهای او جایگزین لامپ‌های رشته‌ای توماس ادیسون خواهند شد که این مطلب در نشریه ریدرز دایجست در فوریه سال ۱۹۶۳ به چاپ رسید، برطبق نظر او، با بهبود در کیفیت و کارایی LEDها، آنها رفته رفته به عنوان یک گزینه انتخابی جایگزین، برای لامپ رشته‌ای خواهند بود.

## زندگی‌نامه
والدین او از مهاجران روسینی بودند. پدر هلونیاک در معدن ذغال‌سنگ کار می‌کرد. او یک بار به مدت ۳۰ ساعت در مرکزراه‌آهن الینویز کار کرد و آنجا بود که فهمید زندگی سخت کارگری چیزی نیست که او می‌خواهد بنابراین ترجیح داد به مدرسه برود.
طبق گفته نایت رایدر «لیزرهای قابل اعتماد و ارزان قیمت نیمه‌هادی، که برایDVD Playerها، بارکدخوان‌ها و طیف وسیعی از دستگاه‌های دیگر حیاتی هستند همه و همه وجودشان را به طریقی مدیون فشار کاری طاقت‌فرسای ده‌ها سال پیش یک خدمه راه‌آهن در پایین شهر هستند.»
هلونیاک مدرک کارشناسی خود را درسال ۱۹۵۰ و مدرک کارشناسی ارشد خود را در سال ۱۹۵۱ و دکتری خود را در سال ۱۹۵۴ در رشته مهندسی الکترونیک از دانشگاه ایلینوی در اربانا-شمپین کسب کرد. هولنیاک اولین دانشجوی دکتری جان باردن درآن دانشگاه بود، باردن، فیزیکدان نظری، که به همراه شخصی دیگر به‌طور مشترک ترانزیستور را اختراع کردند که درنهایت برای کارهایش در اختراع ترانزیستور و همچنین تئوری ابررسانایی جایزه نوبل را برنده شد.
در سال ۱۹۵۴ هولنیاک به آزمایشگاه تلفن بل رفت، جایی که او برروی تجهیزات الکترونیکی مبتنی برسیلکون کار می‌کرد. او طی سالهای ۱۹۵۵ – ۱۹۵۷ در رسته مخابراتی ارتش آمریکا خدمت می‌کرد. طی سالهای ۱۹۵۷–۱۹۶۳ او دانشمند آزمایشگاه نیمه‌هادی‌های پیشرفته کمپانی جنرال الکتریک در سیراکیوس، نیویورک بود. در سال ۱۹۶۳، او به درجه پروفسورای دانشگاه الینویز رسید، که پانزده سال بعد یعنی در سال ۲۰۱۳ بازنشست شد.

## دانشگاه الینویز
درسال ۲۰۰۷ او صاحب کرسی جان باردن شد و به درجه پروفسورا در الکترونیک و مهندسی کامپیوتر و فیزیک در دانشگاه ایلینوی در اربانا-شمپین رسید. او به همراه همسرش کاترینه ۵۱ سال زندگی مشترک داشتند. او دیگر تدریس نمی‌کند، اما به‌طور تمام وقت درحال تحقیقات است. او و دکتر میلتن فنگ یک مرکز تحقیقاتی در دانشگاه با مبلغ ۶٫۵ میلیون دلار از دپارتمان دفاع ایالات متحده (دارپا) راه اندازی کردند.
۱۰دانشجو از ۶۰ دانشجوی سابق دکتری او درحال تحقیق روی استفاده‌های دیگر از فنآوری LED در شرکت لومیلدس واقع در سیلیکون‌ولی درحال کار هستند.

## جوایز و افتخارات
هلونیاک از طرف جورج بوش پدر و بوش پسر، آکی‌هیتو امپراتور ژاپن و ولادیمیر پوتین جوایزی دریافت کرد.
در سال ۱۹۸۴، هلونیاک، برای آکدمی ملی علوم انتخاب شد.
در سال ۱۹۸۹، مدال IEEE ادیسون برای پاسداشت از «خدمات برجسته‌ای که در شاخه مهندسی الکترونیک در ارتباط با پیشرفت‌های عظیمی که در زمینه مواد و دستگاه‌های نیمه هادی انجام داد» اعطا شد.
در سال ۱۹۹۲، او از آکادمی آپتیک آمریکا جایزه چارلز هارد تونز را دریافت کرد.
در سال ۱۹۹۳، او جایزه NAS را برای کاربرد صنعتی علوم دریافت کرد.
در سال ۱۹۹۵، بابت کمکهای برجسته به تحقیقات و کاربردهای عملی دیودها و لیزرهای ساطع کننده نور به او جایزه بین‌المللی ژاپن معادل ۵۰۰هزار دلار اعطا شد.
در سال ۲۰۰۱، او مدال فردریک ایوز را از انجمن اپتیک آمریکا دریافت کرد.
در سال ۲۰۰۳، به او مدال افتخار مؤسسه IEEE اعطا شد.